# مدیر کارآفرین
مدیر کارآفرین (انگلیسی: Business executive) در شرکت‌ها یا موسسات دولتی، به مدیرانی اطلاق می‌گردد، که مسئولیت عملیات اجرایی سازمان را بر عهده دارند. مدیران کارآفرین اغلب اهدافی را برای کمک به سازمان‌هایشان تعریف می‌کنند، سپس با انتخاب تیمی از مشاوران و دستیاران، استراتژی‌هایی برای رسیدن به این اهداف تعیین می‌نمایند و در ادامه با استفاده از تیم مدیران اجرایی، اقدام به تعریف برنامه‌های بلندمدت و طرح‌های کوتاه مدت بمنظور تحقق این استراتژی‌ها می‌نمایند. مدیران اجرایی نیز اغلب برای اجرای طرح‌ها و برنامه‌ها، اقدام به تعریف پروژه‌هایی می‌کنند، که مدیران کارآفرین با استفاده از جلسات منظم و بررسی گزارش‌های پیشرفت کار آنها، این روند تغییرات را تا رسیدن به اهداف، دنبال می‌کنند.